# Nils Adolph Haag
Nils Adolph Haag, född 14 maj 1791 i Linköping, död 23 augusti 1832 i Vänersborg, han var en svensk domkyrkoorganist i Linköpings församling. Haag var bror till kyrkoherden Johan Christoffer Haag i Rumskulla församling.

## Biografi
Haag föddes 14 maj 1791 i Linköping. Han var son till betjänten Nils Hagberg (1762–1843) och Margareta Johansdotter (1770–1783).
1813–1814 vikarierande Haag som domkyrkoorganist i Linköpings församling. 13 mars 1814 blev han organist, klockare och stadsmusikant i Ulricehamns församling. Haag blev 1815 organist och stadsmusikant i Vänersborgs församling. Haag tog examen som musikdirektör vid Kungliga musikaliska akademien 26 juni 1824. Haag avled 23 augusti 1832 i Vänersborg.
Haag spelade både fiol, altfiol, fagott och flöjt.

### Familj
Haag fick sonen Adolph Malcum (född 1815) tillsammans med pigan Carin Löfgren.
Haag gifte sig omkring 1815 med Ulla Wennersberg (1801–1865). De fick tillsammans barnen Anna Maria (född 1823) och Aurora Mathilda (1825–1911) och Adolfina Märta (född 1832).

### Fotnoter
1. 1 2 3 4  Sveriges dödbok 1830–2020, åttonde utgåvan, Sveriges Släktforskarförbund, november 2021, läst: 18 november 2022.[källa från Wikidata]
2. ↑  Linköpings domkyrkoförsamling (E) CI:3 (1764-1804) Sida: 353
3. ↑  Vänersborg (P) AI:5 (1814-1816) Sida: 31
4. ↑  Vänersborg (P) AI:6 (1820-1823) Sida: 167-169
5. ↑  Vänersborg (P) AI:7 (1823-1826) Sida: 175
6. ↑  Vänersborg (P) AI:8 (1824-1827) Sida: 159
7. ↑  Vänersborg (P) AI:9 (1828-1833) Sida: 219
8. ↑  Vänersborg (P) CI:3 (1820-1837) Sida: 525
9. ↑  Linköpings domkyrkoförsamling (E) CI:5 (1805-1825) Sida: 105